# Кафрський лайм
Кафрський лайм (Citrus hystrix) — фрукт з роду цитрусові (Citreae).

## Будова
Гіллястий кущ до 10 метрів висотою. Листя темнозелене дуже ароматне, має дивну подвійну форму. Фрукт зелений і зморшкуватий, м'якоть гірка, насичена оліями.

## Поширення та середовище існування
Походить з тропічної Азії (Індія, Бангладеш, Індонезія, Таїланд, Малайзія, Філіппіни).

## Використання
Фрукти та листя використовують у кухнях Азії. Листя Citrus hystrix важливий елемент супу том ям. Олію використовують у парфумерії.